# 勝守すみ
勝守 すみ（かつもり すみ、1916年4月16日 - 1982年3月17日）は、日本の歴史学者。専門は日本中世史。

## 経歴
富山県富山市生まれ。富山県立富山高等女学校を経て、1937年に奈良女子高等師範学校文科を卒業し、金蘭会高等女学校教諭。1938年に富山市立富山高等女学校教諭となる。1940年東京文理科大学入学。国史学を専攻し、同期に津田秀夫らがいる。1942年に卒業。1943年、群馬師範学校助教授を経て、1946年同校教授。1951年に群馬大学学芸学部講師となり、1953年助教授、1972年に同大学教育学部教授。
勤務地である群馬県の地域史研究に務め、関東長尾氏や太田道灌の研究を進めた。

## 参考資料
- 勝守先生著書刊行会 編『花明り 勝守すみ 人と業績』勝守先生著書刊行会、1983年。NCID BN09008142。
- 杉山博「勝守すみ氏を偲んで―弔辞より」『歴史手帖』第10巻第5号、名著出版、1982年、56-58頁、NCID AN00338842。
- 群馬大学附属図書館 編『勝守すみ文庫目録 : 群馬大学附属図書館所蔵』群馬大学附属図書館〈群馬大学附属図書館所蔵資料シリーズ〉、1985年。全国書誌番号:85062351。